# Heterotis angolensis
Heterotis angolensis är en tvåhjärtbladig växtart som först beskrevs av Célestin Alfred Cogniaux, och fick sitt nu gällande namn av Jacq.-fél.. Heterotis angolensis ingår i släktet Heterotis och familjen Melastomataceae. Inga underarter finns listade i Catalogue of Life.